# Elie Aiboy
Elie Aiboy (Jayapura, 20 aprile 1979) è un calciatore indonesiano, centrocampista del Persip Pekalongan.

## Caratteristiche tecniche
È un trequartista.

## Carriera

### Club
Comincia a giocare in patria, al PSB Bogor. Nel 1998 si trasferisce al Persipura. Nel 1999 viene acquistato dal Semen Padang. Nel 2002 passa al Persija. Nel 2005 si trasferisce in Malaysia, al Selangor. Nel 2007 fa un breve ritorno in patria, all'Arema Malang. Nel gennaio del 2008 passa al Selangor. Nell'estate del 2008 torna definitivamente in patria, al PSMS Medan. Nel 2009 passa al Persidafon. Nel 2010 viene acquistato dal Semen Padang. Nel 2014 si accasa al Persih Tembilahan. Nel 2015 passa al Persip Pekalongan.

### Nazionale
Ha debuttato in Nazionale nel 2001. Ha partecipato, con la Nazionale, alla Coppa d'Asia 2004 e alla Coppa d'Asia 2007. Ha collezionato in totale, con la maglia della Nazionale, 54 presenze e 8 reti.

## Palmarès

### Club

#### Competizioni nazionali
- Malaysia Premier League: 1

Selangor: 2005